# Compatibilità elettromagnetica
La compatibilità elettromagnetica (a volte indicata con l’acronimo EMC, dall'inglese Electromagnetic Compatibility), è una sotto-disciplina dell'ingegneria elettrica ed elettronica, che si occupa dell’analisi e dell’ottimizzazione degli effetti indesiderati prodotti dalla generazione, trasmissione e ricezione non intenzionali di energia elettromagnetica, con l'obiettivo di garantire il corretto funzionamento nel medesimo ambiente di diversi altri apparati elettrici/elettronici che coinvolgono a loro volta fenomeni elettromagnetici durante il loro funzionamento (ad esempio elettrodomestici, apparati avionici e elettromedicali).

## Storia
I problemi connessi alle interferenze elettromagnetiche nascono praticamente con l'inizio delle trasmissioni radio, con Guglielmo Marconi (1901). Verso il 1920 cominciano a comparire sulle riviste specializzate articoli sull'argomento. Trasmettitori, ricevitori ed antenne non erano molto sofisticate (la selettività era molto approssimativa). Durante la seconda guerra mondiale l'uso di apparati radio, sistemi di navigazione e radar in modo diffuso comportò l'aumento dei problemi dovuti ad interferenze. Si tamponarono i problemi con una riassegnazione dello spettro delle frequenze (cosa abbastanza facile non essendo allora molto affollato). I problemi si aggravarono verso gli anni cinquanta con l'introduzione dei primi transistor, dei circuiti integrati (sessanta) e dei primi microprocessori negli anni settanta. Negli ultimi anni, l'uso di tecniche digitali in sostituzione di quelle analogiche e l'elaborazione di segnali a frequenze sempre più elevate ha aumentato l'intensità delle sorgenti di disturbi. La costante riduzione delle potenze in gioco ha fatto sì che gli apparati creassero meno disturbi, sebbene ciò li abbia resi più vulnerabili.

### Nella marcatura CE
In passato i problemi di compatibilità elettromagnetica erano lasciati alla valutazione dei singoli produttori o regolamentate a livello nazionale. Gli sviluppi sempre più rapidi dell'elettronica e l'interscambio commerciale sempre più intenso hanno reso necessario imporre delle normative comuni di regolamentazione. Con la nascita dell'Unione europea, in particolare, si è cercato di unificare la legislazione in materia e le normative proposte in sede comunitaria sono poi state ratificate dai parlamenti degli stati membri.
L'Italia in particolare, ha approvato tali normative e dal 1º gennaio 1997 l'apposizione del marchio CE comporta il rispetto di normative specifiche su questi problemi (oltre al rispetto di altre normative relative alla sicurezza elettrica).

## Suscettibilità ed emissione

Schema di propagazione di disturbi elettromagnetici tra un dispositivo sorgente di disturbi (EMC Source) e un dispositivo soggetto a tali disturbi (EMC Victim). In rosso i disturbi irradiati; in azzurro i disturbi condotti.
Nelle prove di compatibilità elettromagnetica quando si verificano le emissioni Source è il dispositivo da testare (DUT Device under test), mentre Victim è lo strumento di misura dei disturbi. Le parti si invertono quando si fanno le prove di immunità (o suscettibilità)

La compatibilità elettromagnetica prende in considerazione diversi problemi:
- i problemi di emissione si riferiscono alla riduzione della generazione non intenzionale di energia elettromagnetica ed alle contromisure atte ad evitare la sua trasmissione
- i problemi di suscettibilità (o immunità), si riferiscono invece al corretto funzionamento degli apparati elettrici ed elettronici in presenza di disturbi elettromagnetici provenienti dall'esterno.

Quando, nell'ambito della compatibilità elettromagnetica, si prendono in considerazione disturbi elettromagnetici che si propagano in strutture guidanti quali conduttori metallici, ci si riferisce a problemi di suscettibilità ed emissione condotte, quando invece ci si riferisce a disturbi propagatisi in spazio libero, ci si riferisce a problemi di suscettibilità ed emissione irradiata (radiata, irraggiata).

### Tecniche di risoluzione
Tipicamente un metodo classico per evitare interferenze elettromagnetiche da e verso un apparato elettrico è quello della schermatura metallica dell'apparato in questione (gabbia di Faraday): in tal modo onde elettromagnetiche incidenti o irradiate dall'apparato rimangono confinate in buona parte rispettivamente all'esterno e all'interno della struttura.

## Enti che si occupano delle normative EMC
- Organismi internazionali:
  - IEC (International Electrotechnical Commission )
  - CISPR (Comité International Spécial des Perturbations Radioéelectriques) Comitato Internazionale Speciale per le Interferenze Radio
  - ETSI (European Telecommunications Standards Institute)
  - BSI (British Standards Institution) per l'Inghilterra
  - CENELEC (Comité Européen de Normalisation Electrotechnique) Organismo europeo per l'armonizzazione delle norme nazionali
  - FCC (Federal Communications Commission) per gli Stati Uniti
- Per l'Italia:
  - CEI Comitato Elettrotecnico Italiano
  - IMQ Istituto per il marchio di qualità
  - SEV Association for Electrical Engineering, Power and Information Technologies
  - Ispesl Istituto Superiore Prevenzione e Sicurezza sul Lavoro
- Per la Svizzera:
  - UFCOM L'Ufficio federale delle comunicazioni, d'intesa con la Segreteria di Stato dell'economia, designa le norme tecniche atte a concretizzare i requisiti principali. Per quanto possibile, l'UFCOM designa norme armonizzate a livello internazionale. L'UFCOM può incaricare organismi svizzeri di normazione indipendenti di elaborare norme tecniche.[ordinanza federale svizzera 1]